# PPC România
PPC România este unul dintre cei mai mari investitori privați în domeniul energetic din România, cu operațiuni de furnizare și distribuție a energiei electrice, precum și de producție de energie din surse regenerabile și soluții energetice avansate.
Majoritatea acțiunilor este deținută de grupul PPC din Grecia, care a achiziționat în octombrie 2023 compania Enel România,  transferul activităților și a capitalului către PPC încheindu-se în aprilie 2024.
Subsidiarele PPC România în domeniul distribuției de energie electrică sunt companiile Rețele Electrice Banat, Rețele Electrice Dobrogea și Rețele Electrice Muntenia. Cele trei companii distribuie anual aproximativ 15 TWh de energie electrică printr-o rețea de peste 133.000 km (linii electrice subterane și aeriene de înaltă, medie și joasă tensiune).